# Светско првенство у атлетици у дворани 1999 — бацање кугле за мушкарце
Бацање кугле у мушкој конкуренцији на Светском првенству у атлетици у дворани 1999. у Маебашију Јапан одржано је 5. марта.
Титулу освојену у Паризу 1997 бранио је Јуриј Билоног из Украјине.

## Земље учеснице
Учествовала су 10 такмичара из 8 земаља.
1. Белорусија (1)
2. Италија (1)
3. Јапан (1)
4. Русија (1)
5. САД (2)
6. Украјина (2)
7. Финска (1)
8. Шпанија (1)

## Освајачи медаља
|                             |                  |                          |
| Александар Багач · Украјина | Џон Година · САД | Јуриј Билоног · Украјина |

## Рекорди
4. март 1999. године. 
| Рекорди пре почетка Светског првенства у дворани 1999. | Рекорди пре почетка Светског првенства у дворани 1999. | Рекорди пре почетка Светског првенства у дворани 1999. | Рекорди пре почетка Светског првенства у дворани 1999. | Рекорди пре почетка Светског првенства у дворани 1999. | Рекорди пре почетка Светског првенства у дворани 1999. |
| ------------------------------------------------------ | ------------------------------------------------------ | ------------------------------------------------------ | ------------------------------------------------------ | ------------------------------------------------------ | ------------------------------------------------------ |
| Светски рекорд                                         | 22,66                                                  | Ренди Барнс                                            | Сједињене Државе                                       | Лос Анђелес, САД                                       | 20. јануар 1989.                                       |
| Рекорд светских првенстава                             | 22,24                                                  | Улф Тимерман                                           | Источна Немачка                                        | Индијанаполис, САД                                     | 7. март 1987.                                          |
| Најбољи резултат сезоне                                | 21,83                                                  | Александар Багач                                       | Украјина                                               | Бровари, Украјина                                      | 21. фебруар 1999.                                      |
| Европски рекорд                                        | 22,55                                                  | Улф Тимерман                                           | Источна Немачка                                        | Зенфтенберг, Западна Немачка                           | 11. фебруар 1989.                                      |
| Северноамерички рекорд                                 | 22,66                                                  | Ренди Барнс                                            | Сједињене Државе                                       | Лос Анђелес, САД                                       | 20. јануар 1989.                                       |
| Јужноамерички рекорд                                   | 20,15                                                  | Герт Вајл                                              | Чиле                                                   | Леверкузен, Западна Немачка                            | 31. јануар 1985.                                       |
| Афрички рекорд                                         |                                                        |                                                        |                                                        |                                                        |                                                        |
| Азијски рекорд                                         |                                                        |                                                        |                                                        |                                                        |                                                        |
| Океанијски рекорд                                      |                                                        |                                                        |                                                        |                                                        |                                                        |

### Најбољи резултати у 1999. години
Десет најбољих атлетичара године у бацању кугле у дворани пре почетка првенства (5. марта 1999), имали су следећи пласман.
| 1. | Александар Багач | Украјина         | 21,83 | 21. фебруар |
| 2. | Си-Џеј Хантер    | Сједињене Државе | 21,44 | 16. јануар  |
| 3. | Кевин Тот        | Сједињене Државе | 20,90 | 5. фебруар  |
| 4. | Енди Блум        | Сједињене Државе | 20,82 | 27. фебруар |
| 5. | Мануел Мартинез  | Шпанија          | 20,68 | 24. фебруар |
| 6. | Џон Година       | Сједињене Државе | 20,59 | 27. фебруар |
| 7. | Андреј Микневич  | Белорусија       | 20,52 | 16. јануар  |
| 8. | Паоло Дал Сољо   | Италија          | 20,46 | 24. фебруар |
| 9. | Јари Иликаинен   | Финска           | 20,43 | 23. јануар  |
| 9. | Арси Харју       | Финска           | 20,43 | 21. фебруар |

Такмичари чија су имена подебљана учествују на СП 1999.

## Сатница
| Датум         | Време | Ниво   |
| ------------- | ----- | ------ |
| 5. март 1999. | 15:30 | Финале |

Сва времена су по локалном времену (UTC+7)

## Резултати

### Финале
Такмичење је одржано 5. марта 1999. године у 15:30 по локалном времену.,,
| Плас. | Атлетичар        | Земља      | ЛР     | ЛРС   | #1    | #2    | #3    | #4    | #5    | #6    | Резултат | Белешка |
| ----- | ---------------- | ---------- | ------ | ----- | ----- | ----- | ----- | ----- | ----- | ----- | -------- | ------- |
|       | Александар Багач | Украјина   | 21,83  | 21,83 | 20,78 | 21,18 | 21,10 | 20,91 | 21,41 | x     | 21,41    |         |
|       | Џон Година       | САД        | 22,00о | 20,59 | 20,68 | 20,68 | x     | 20,31 | 20,28 | 21,06 | 21,06    | ЛРС     |
|       | Јуриј Билоног    | Украјина   | 21,20  | 20,35 | 20,24 | 20,89 | 20,43 | 20,35 | 20,21 | 20,74 | 20,89    | ЛРС     |
| 4.    | Мануел Мартинез  | Шпанија    | 20,68  | 20,68 | 20,53 | x     | 19,73 | 20,20 | x     | 20,79 | 20,79    | НР, ЛР  |
| 5.    | Арси Харју       | Финска     | 21,04о | 20,46 | 19,03 | 19,01 | 20,38 | x     | x     | 19,66 | 20,38    |         |
| 6.    | Паоло Дал Сољо   | Италија    | 21,23о | 20,46 | 20,10 | 19,92 | 20,00 | x     | 19,94 | 19,88 | 20,10    |         |
| 7.    | Павел Чумаченко  | Русија     | 20,31  | 20,31 | 19,27 | 19,64 | x     | 19,61 | 19,82 | 19,70 | 19,82    |         |
| 8.    | Андреј Михневич  | Белорусија | 20,68  | 20,68 | 19,30 | x     | x     | 19,44 | 18,95 | x     | 19,44    |         |
| 9.    | Енди Блум        | САД        | 20,82  | 20,82 | x     | 18,76 | 18.74 |       |       |       | 18,76    |         |
| 10.   | Јуџи Окано       | Јапан      | 17,65о |       | 16,44 | 16,72 | 16,68 |       |       |       | 16,72    |         |